# 王兴东
王兴东（1951年—），满族，中华人民共和国电影编剧，中国电影文学学会会长，北京市电影公司一级编剧，第九届、第十届、第十一届、第十二届全国政协委员。

## 生平
1973年加入中国共产党。1976年，开始从事电影编剧工作。2008年，当选第十一届全国政协委员，代表文化艺术界，分入第二十六组。并担任文史和学习委员会专委。